# Penguin (ort i Australien)
Penguin är en ort i Australien. Den ligger i kommunen Central Coast och delstaten Tasmanien, i den sydöstra delen av landet, omkring 220 kilometer nordväst om delstatshuvudstaden Hobart.
Närmaste större samhälle är Burnie, omkring 16 kilometer nordväst om Penguin. 
Genomsnittlig årsnederbörd är 1 607 millimeter. Den regnigaste månaden är augusti, med i genomsnitt 221 mm nederbörd, och den torraste är januari, med 57 mm nederbörd.